# Delley-Portalban
Delley-Portalban ist eine politische Gemeinde im Distrikt Broye des Kantons Freiburg in der Schweiz. Sie entstand am 1. Januar 2005 durch die Fusion der vorher selbständigen Gemeinden Delley und Portalban (Freiburger Patois Pourabanⓘ; dt. früher Portelbank).

## Geographie
Delley-Portalban liegt 10 km nördlich von Payerne (Luftlinie). Portalban erstreckt sich am Ostufer des Neuenburgersees, gegenüber der Stadt Neuenburg, am Bach Ruisseau de la Contentenetta, während Delley auf dem angrenzenden breiten Höhenrücken zwischen dem See und der Broyeebene im nordwestlichen Freiburger Mittelland liegt.
Die Fläche des 7,2 km² grossen Gemeindegebiets umfasst einen Abschnitt am Ostufer des Neuenburgersees (rund 2,5 km Seeuferlinie). Im Bereich von Delley-Portalban besitzt der See einen flachen bis zu 700 m breiten Uferrandstreifen, der mit Ausnahme des Geländes bei Portalban von einem Schilf- und Sumpfwaldgürtel (Les Grèves) bestanden ist. Vom flachen Uferrand erstreckt sich der Gemeindeboden nach Südosten über einen rund 40 m hohen Steilhang auf den Molassehöhenrücken, dessen Plateau durchschnittlich auf 500 m ü. M. liegt. In dieses Plateau sind die drei Erosionstäler im Einzugsgebiet des Ruisseau de la Contentenetta eingeschnitten, der bei Portalban in den Neuenburgersee mündet. Seinen höchsten Punkt erreicht das Gemeindegebiet im Süden mit 525 m ü. M. auf der Flur Sur le Mont. Von der Gemeindefläche entfielen 1997 10 % auf Siedlungen, 14 % auf Wald und Gehölze, 65 % auf Landwirtschaft, und rund 11 % war unproduktives Land (Schilfgürtel).
Delley-Portalban besteht aus den beiden Dörfern Delley (497 m ü. M.) und Portalban, wobei letzteres in die Ortsteile Portalban-Dessous (435 m ü. M.) auf dem flachen Uferrandstreifen und Portalban-Dessus (475 m ü. M.) auf dem Hochplateau unterteilt ist. Vor der Fusion verlief die Gemeindegrenze zwischen Delley und Portalban entlang des Ruisseau de la Contentenetta und trennte Portalban-Dessous in einen zu Portalban gehörenden Teil links des Baches und einen zu Delley gehörenden Teil rechts des Baches. Ferner gehören auch der Weiler Farvageux (502 m ü. M.) auf dem Plateau am südlichen Ortsrand von Delley und einige Einzelhöfe zur Gemeinde. Nachbargemeinden von Delley-Portalban sind Gletterens, Vallon und Saint-Aubin im Kanton Freiburg sowie Vully-les-Lacs im Kanton Waadt.

## Bevölkerung
Mit 1339 Einwohnern (Stand 31. Dezember 2023) gehört Delley-Portalban zu den kleineren Gemeinden des Kantons Freiburg. Von den Bewohnern sind 85,3 % französischsprachig, 12,2 % deutschsprachig, und 1,6 % sprechen Albanisch (Stand 2000). Die Bevölkerungszahl von Delley-Portalban belief sich 1900 auf 493 Einwohner. Im Verlauf des 20. Jahrhunderts pendelte die Bevölkerungszahl stets im Bereich zwischen 450 und 540 Einwohnern. Erst seit 1980 (450 Einwohner) wurde ein deutliches Bevölkerungswachstum verzeichnet.

## Wirtschaft
Delley-Portalban war bis in die zweite Hälfte des 20. Jahrhunderts ein vorwiegend durch die Landwirtschaft geprägtes Dorf. Noch heute haben der Ackerbau, der Obstbau sowie die Viehzucht einen wichtigen Stellenwert in der Erwerbsstruktur der Bevölkerung. Weitere Arbeitsplätze sind im lokalen Kleingewerbe und im Dienstleistungssektor vorhanden. In den letzten Jahrzehnten hat sich Delley-Portalban dank seiner attraktiven Lage auch zu einer Wohngemeinde entwickelt. Viele Erwerbstätige sind deshalb Wegpendler, die hauptsächlich in den Regionen Payerne und Estavayer-le-Lac arbeiten.

### Tourismus
Seit den 1970er-Jahren hat Delley-Portalban Anstrengungen unternommen, den Tourismus anzukurbeln. In der flachen Zone nahe dem Seeufer wurden zahlreiche Ferien- und Wochenendhäuser erbaut, daneben gibt es einen Campingplatz, Sport- und Freizeitanlagen und einen grossen Sportbootshafen.

### Verkehr
Die Gemeinde liegt abseits der grösseren Durchgangsstrassen, ist aber von Avenches und Payerne leicht zu erreichen. Der nächste Anschluss an die Autobahn A1 (Lausanne-Bern), die im Jahr 1997 eröffnet wurde, befindet sich rund 6 km vom Ortskern entfernt. Durch eine Buslinie der Transports publics Fribourgeois, die von Domdidier nach Portalban (teilweise bis Gletterens) verkehrt, sind die beiden Dörfer an das Netz des öffentlichen Verkehrs angebunden. Portalban besitzt ferner durch die Personenschifffahrt auf dem Neuenburgersee eine direkte Verbindung mit Neuenburg sowie mit weiteren Seeanstössergemeinden.

## Geschichte

### Vorgeschichte

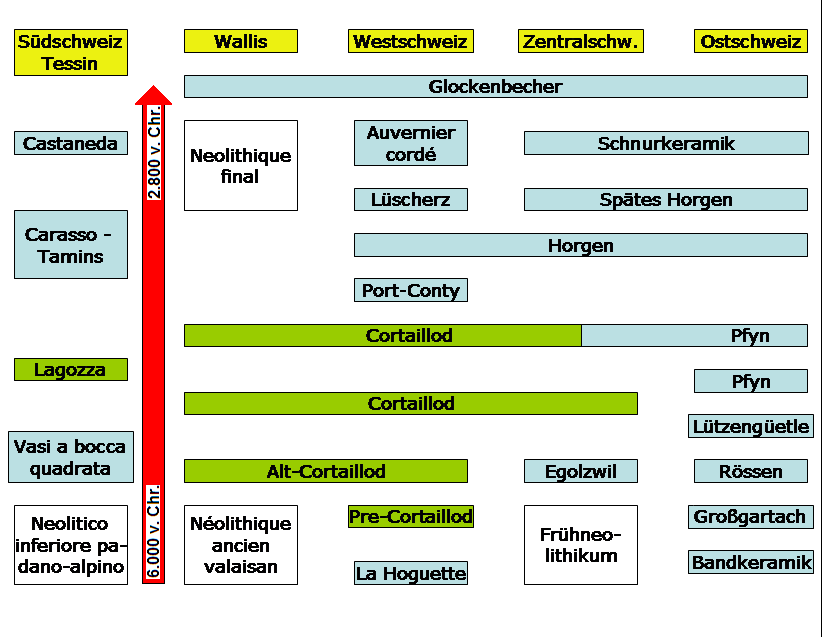
Vorgeschichtliche Kulturenfolge in der Schweiz

Das Seeufer bei Delley-Portalban war schon sehr früh besiedelt, was durch die Funde von Siedlungsspuren aus dem Neolithikum bestätigt werden konnte. Die 2011 erfolgte archäologische Untersuchung der Station 11 in Delley-Portalban erbrachte Funde aus dem Schweizer Endneolithikum. Unter anderem kam ein Radfragment aus Ahornholz zum Vorschein, das aufgrund seiner teilweisen Verkohlung relativ gut erhalten war. Der Durchmesser des Rades betrug etwa 55 cm. Eschenleisten verbanden die Segmente des zweiteiligen Rades, das wohl zu einem Dreieckswagen gehörte, wie er im benachbarten Freilichtmuseum "Village Lacustre Gletterens" rekonstruiert wurde. Die Altersbestimmung mittels C14-Methode und Dendrochronologie erlaubt es, das Fragment auf etwa 2800 v. Chr., in die Endphase der Lüscherz-Kultur, zu datieren.
Weitere zweiteilige Räder, die in der Schweiz aus Funden der Schnurkeramik und des „Auvernier Cordé“ stammen, sind jünger als das Fragment von Delley-Portalban. Zeitlich passende Exemplare aus Süddeutschland werden auf etwa 2900 v. Chr. datiert. Das Rad von Delley-Portalban stellt ein „missing link“ zwischen den Rädern der Feuchtbodensiedlungen Süddeutschlands und der Schweiz dar.

### Geschichte
Die erste urkundliche Erwähnung von Delley erfolgte 1342 unter dem Namen Deler. Portalban wurde bereits 1166 als Poraban und Porabant erstmals schriftlich genannt. Später erschienen die Bezeichnungen capella de Portubanni (1182), Portu Arbano (1330) und wieder Poraban (1668). Dieser Ortsname geht auf das Wort port (Hafen) und den lateinischen Personennamen Albanus zurück.
Aus einem Lehen des Lausanner Domkapitels entwickelte sich im 13. Jahrhundert eine Herrschaft, welche Delley, Portalban und den im 16. Jahrhundert aufgegebenen Weiler Agnens umfasste. Die Herrschaft Delley kam in den Einflussbereich des Hauses Savoyen und ging im 14. Jahrhundert, nachdem die Herren von Delley verarmt waren, in den Besitz der Herren von Estavayer über. Später erfuhr die Herrschaft mehrere Besitzerwechsel.
Nachdem Bern 1536 das Waadtland erobert hatte, gelangten Delley und Portalban unter die Herrschaft von Freiburg und wurden der Vogtei Estavayer zugeteilt, wobei sie zusammen mit Vallon eine Exklave bildeten. Nach dem Zusammenbruch des Ancien Régime (1798) gehörten die Dörfer während der Helvetik bis 1803 zum Bezirk Estavayer, danach zum Bezirk Montagny und ab 1831 zum Bezirk Dompierre, bevor sie 1848 in den Bezirk Broye eingegliedert wurden.
Im Rahmen der seit 2000 vom Kanton Freiburg geförderten Gemeindefusionen stand zunächst eine Fusion von Delley, Portalban und Gletterens zur Debatte. Während sich Gletterens einer Fusion widersetzte und aus dem Projekt austrat, stimmten die Dorfbewohner von Delley und Portalban mit einer Ja-Mehrheit von rund 90 % für die Fusion. Diese wurde mit Wirkung auf den 1. Januar 2005 rechtskräftig, und die neue Gemeinde mit dem Namen Delley-Portalban entstand.

## Sehenswürdigkeiten

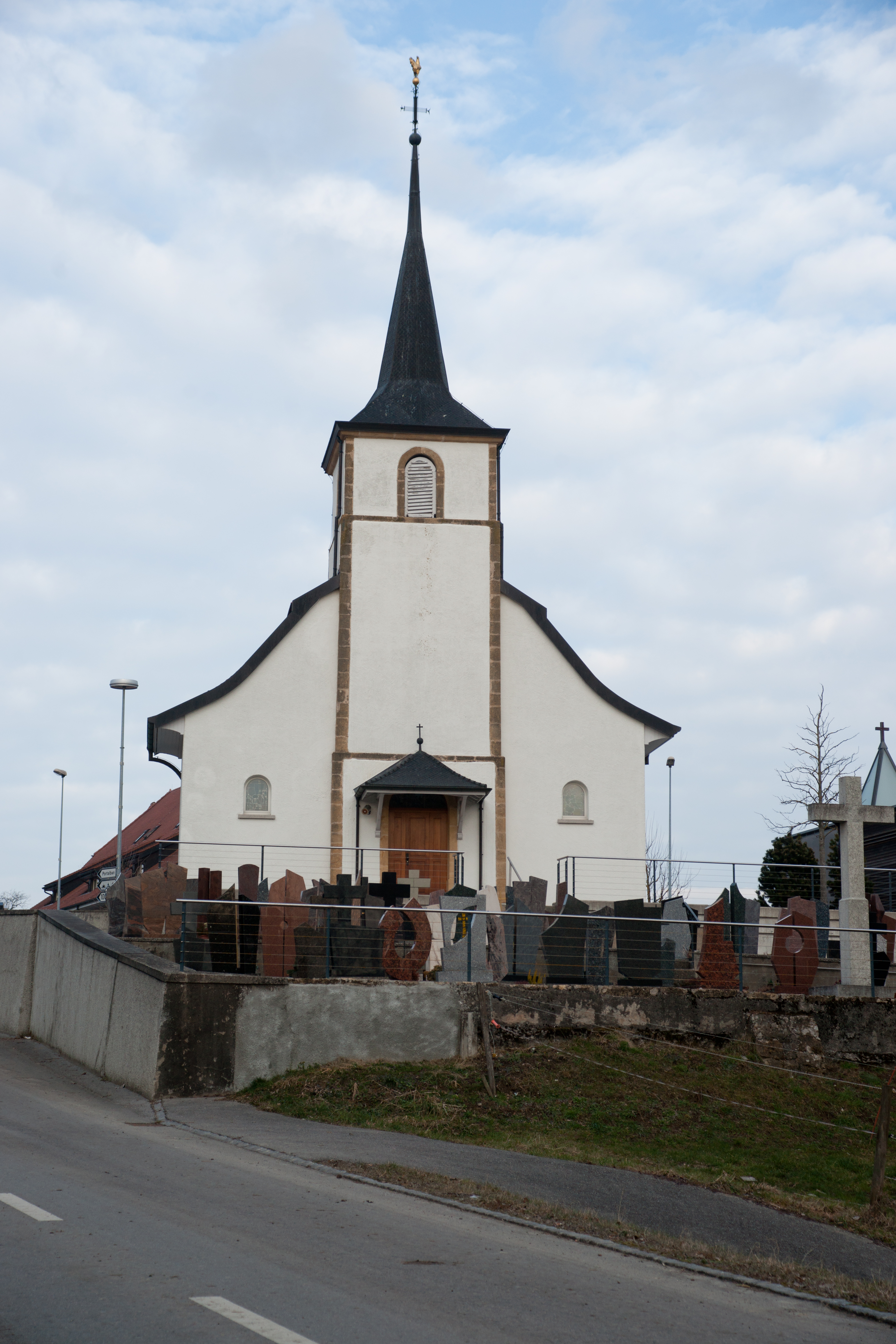
Kirche

Die Pfarrkirche von Delley wurde 1713 erbaut. Am nördlichen Dorfausgang steht das Schloss Delley, das im frühen 18. Jahrhundert errichtet und später noch mehrmals verändert wurde. Im Schlosspark steht die Kapelle Saint-Antoine de Padoue, die von 1710 stammt und Glasgemälde aus dem 18. Jahrhundert besitzt. In beiden Dörfern sind stattliche Bauernhäuser aus dem 17. bis 19. Jahrhundert erhalten.

## Persönlichkeiten
- Jacques Dedelley (1694–1757), Theologe und Philosoph